# Al (powieść)
Al – powieść Williama Whartona, kontynuacja powieści pt. Ptasiek.
Al Columbato opuszcza szpital psychiatryczny. Kupuje jeepa, maluje go na żółto, a z boku umieszcza napis "Butterfly". Dzięki rencie, którą dostaje ze względu na chorobę psychiczną, może spokojnie żyć nie pracując. Zaczyna studia plastyczne i hoduje motyle. Poznaje dziewczynę, zakochuje się i buduje dom.